# Otto Buchwitz

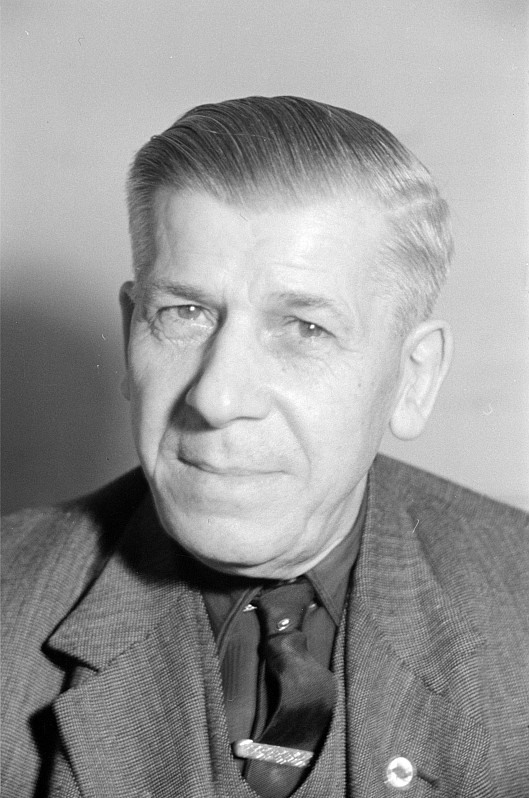
Otto Buchwitz (1947)

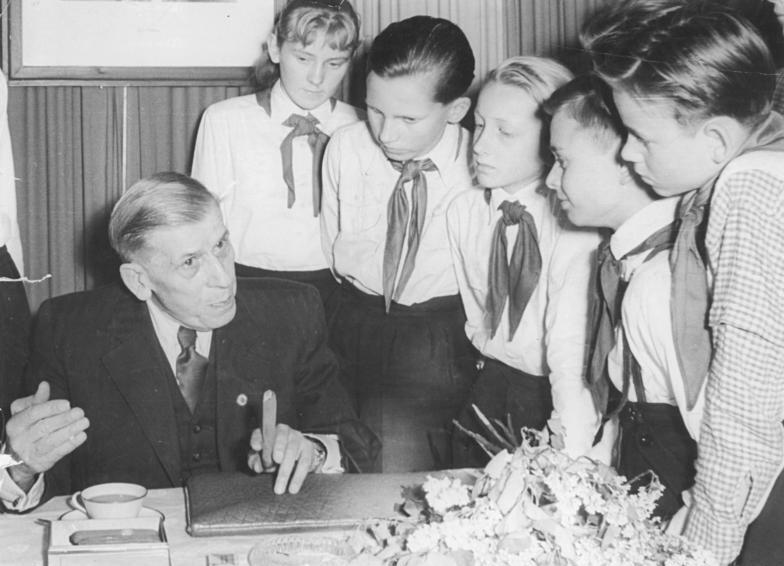
1958, 78-jährig, mit Jugendlichen in Dippoldiswalde

Otto Buchwitz (* 27. April 1879 in Breslau; † 9. Juli 1964 in Dresden) war ein deutscher Politiker (SPD/SED).

## Frühe Jahre
Nach dem Besuch der Volksschule von 1885 bis 1893 absolvierte Otto Buchwitz bis 1896 eine Lehre zum Metalldrücker und Eisendreher. Er trat 1896 der Metallarbeitergewerkschaft bei und wurde 1898 Mitglied der SPD. Bis 1907 arbeitete Buchwitz in seinem erlernten Beruf, allerdings auch als Weber. Ab 1908 war er als Sekretär des Deutschen Textilarbeiterverbands für das Chemnitzer Landgebiet tätig. 1914 zum Kriegsdienst eingezogen, wurde er bei Kriegsende in Ostpreußen eingesetzt. Danach wurde er 1919 stellvertretender Landrat für den Kreis Görlitz. Außerdem wurde Buchwitz 1920 zum Politischen Sekretär des SPD-Bezirksverbandes Niederschlesien gewählt. Seit Beginn der Weimarer Republik war er Mitglied des Schlesischen Provinziallandtags. Außerdem war er für die SPD von 1921 bis 1924 als Abgeordneter im preußischen Landtag und von 1924 bis 1933 Vertreter des Wahlkreises Liegnitz im Reichstag.

## Zeit des Nationalsozialismus
Nach der Machtergreifung der Nationalsozialisten stimmte Buchwitz mit den anderen SPD-Reichstagsabgeordneten gegen das Ermächtigungsgesetz vom 24. März 1933 und ging danach ins Exil nach Dänemark. Von dort aus organisierte er die Flucht deutscher Regimegegner nach Schweden und schrieb für die antifaschistische Wochenzeitung Freies Deutschland, die in Brüssel erschien. Nur wenige Tage nach der deutschen Besetzung Dänemarks im April 1940 wurde er verhaftet und im Juli der Gestapo übergeben. Im Juli 1941 wurde er zu acht Jahren Zuchthaus verurteilt.
Bis zum Ende des Krieges war er im Zuchthaus Brandenburg inhaftiert. Dort nahm die illegale kommunistische Leitung Kontakt mit ihm auf. Gemeinsam wurde das Vorgehen bis zum Ende der Naziherrschaft und danach erörtert. Am 27. April 1945 flohen der Zuchthausdirektor Thümmler und die meisten Wachleute vor der herannahenden Roten Armee. Die politischen Häftlinge entwaffneten die verbliebenen Wachtmeister und übernahmen die Führung des Zuchthauses. Eine militärische Formation besetzte das Tor. Gegen 14 Uhr erreichte der erste sowjetische Panzer das Zuchthaus. Am 28. April zogen etwa 100 ehemalige Politische über Bagow und Nauen nach Berlin. Otto Buchwitz war so geschwächt, dass er im Handwagen befördert werden musste.

## Nachkriegszeit

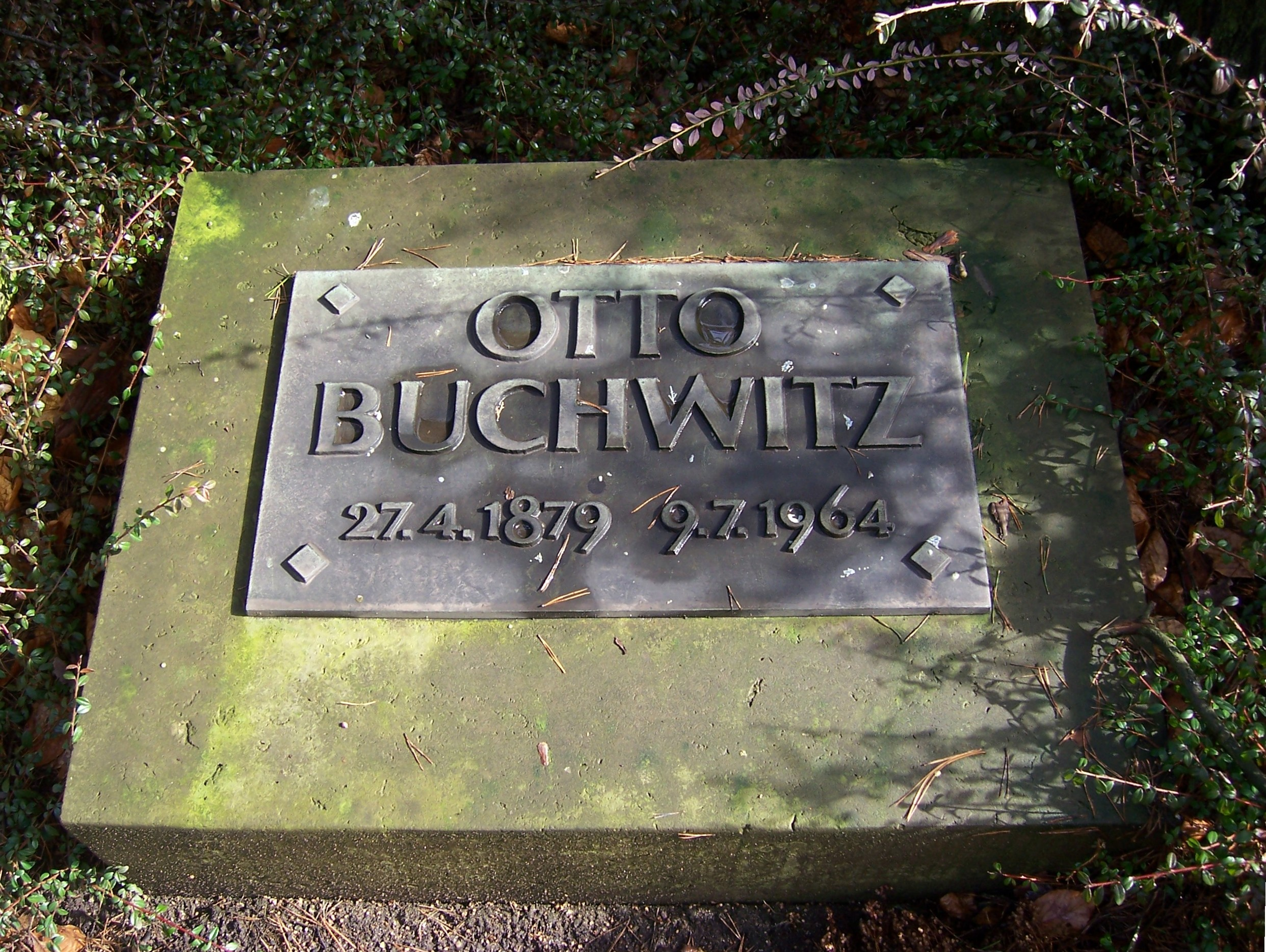
Grab von Otto Buchwitz auf dem Heidefriedhof in Dresden

Nach 1945 arbeitete Buchwitz aktiv an der Zwangsvereinigung von SPD und KPD zur SED mit, obwohl er vor dem Krieg nicht unbedingt ein Freund der KPD war. Sein ärgster Widersacher in Sachsen war Stanislaw Trabalski, den er Krawalski nannte. Anschließend übernahm er von April 1946 bis Dezember 1948 zusammen mit Wilhelm Koenen den Landesvorsitz der sächsischen SED. Von April 1946 bis Juli 1964 gehörte er als Mitglied dem Parteivorstand bzw. dem ZK der SED an. Am 29. November 1948 wurde er neben Hermann Matern zum Vorsitzenden der Zentralen Parteikontrollkommission (ZPKK) der SED gewählt. Diese Funktion übte er bis zum III. Parteitag im Juli 1950 aus. Anschließend war er bis zu seinem Tod einfaches Mitglied der ZPKK. Buchwitz gehörte dem sächsischen Landtag von 1946 bis zur Auflösung 1952 an. Während dieser Zeit war er auch Landtagspräsident und erhielt einen Sitz in der Volkskammer der DDR, die ab 1950 zusammentrat. Buchwitz war seit 1950 Alterspräsident der Volkskammer. Während des Aufstands am 17. Juni 1953 lieferte er sich ein relativ gut dokumentiertes Rededuell mit Wilhelm Grothaus im Sachsenwerk in Dresden. Danach schied er aus gesundheitlichen Gründen aus der hauptamtlichen Tätigkeit. Im Jahr 1957 wurde Buchwitz zum Ehrensenator der Technischen Hochschule Dresden ernannt, am 27. April 1963 wurde er Ehrenbürger von Dresden. Er starb am 9. Juli 1964 in Dresden, sein Grab befindet sich auf dem dortigen Heidefriedhof.

## Ehrungen
- Karl-Marx-Orden (1953)
- Held der Arbeit (1954 und 1964)

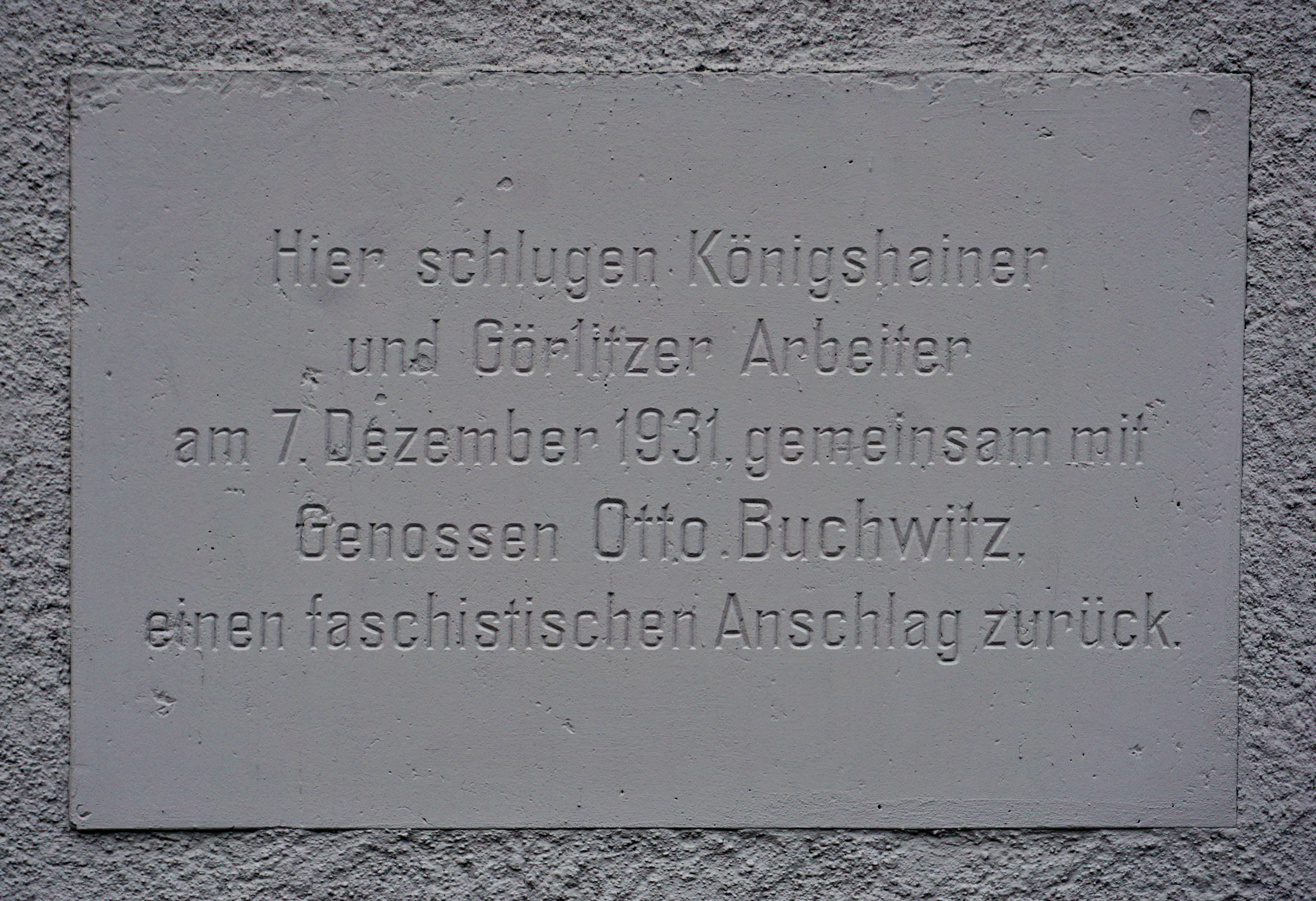
Tafel für Otto Buchwitz in Königshain

- Vaterländischer Verdienstorden in Gold (6. Mai 1955)
- Deutsche Friedensmedaille (1955)
- Fritz-Heckert-Medaille (1956)
- Internationaler Lenin-Friedenspreis (1959)
- Banner der Arbeit (1959)
- Verdienstmedaille der DDR (7. Oktober 1959)
- Ehrenpräsident des DRK der DDR (1953–1964)
- Ehrenbürger von Dresden (27. April 1963)
- Verleihung des Ehrennamens Otto Buchwitz an die Zentralschule des DRK der DDR in Wilthen (28. April 1973)[3]
- Verleihung des Ehrennamens Otto Buchwitz an das 1. Kampfgruppen-Bataillon (mot.) der Stadt Dresden (27. September 1973)[4]
- Verleihung des Ehrennamens Otto Buchwitz an das 11. Panzerregiment Sondershausen[5]

Nach seinem Tod wurden in der DDR mehrere Straßen, Schulen und andere öffentliche Einrichtungen wie eine Straße in Ost-Berlin, das Kulturhaus in Reichenbach/O.L., eine Jugendherberge in Altenberg sowie auch ein FDGB-Ferienheim (1984 eröffnet) in Schellerhau bei Altenberg nach Otto Buchwitz benannt, die aber nach der Herstellung der Einheit Deutschlands meist wieder umbenannt wurden.
Der VEB „Otto Buchwitz“ Starkstromanlagenbau Dresden (OBSAD) war nach ihm benannt.
In Glauchau trug das Spinnstoffwerk in der DDR-Zeit den Namen „VEB Spinnstoffwerk Otto Buchwitz“, wie Betriebsdokumente in der Werksruine (2023) zeigen.
Derzeit gibt es noch Otto-Buchwitz-Straßen in Oderwitz, Bernsdorf (Oberlausitz) und Mülsen, den Otto-Buchwitz-Platz in Görlitz und den Otto-Buchwitz-Ring in Neukirch/Lausitz.
Im Kinderbuchverlag Berlin erschien 1961 das Büchlein „Der berühmte Urgroßvater“ (Die kleinen Trompeterbücher 19), frei nach Motiven aus Buchwitz' veröffentlichten Lebenserinnerungen. Eine SPD-Mitgliedschaft ließ der Verfasser Gottfried Herold unerwähnt.

## Darstellung in der bildenden Kunst (Auswahl)
- Walter Arnold: Otto Buchwitz (1962; Porträtbüste, Bronze)[8]

- Gerhard Augst: Bildnis des Alterspräsidenten der Volkskammer Otto Buchwitz (Zeichnung; ausgestellt 1954/1955 auf der Bezirkskunstausstellung in Dresden)[9]
- Rudolf Bergander: Otto Buchwitz (Tafelbild, Öl; ausgestellt 1958/1959 auf der Vierten Deutschen Kunstausstellung)[10]
- Heinz Lohmar: Otto Buchwitz spricht zur Jugend (Öl, 1961, 100 × 120 cm)[11]
- Johannes Friedrich Rogge: Otto Buchwitz (Bronze, 1961)[12]
- Arthur Rudolph: Otto Buchwitz (Tafelbild, Öl, 1954)[13]
- Die Deutsche Post der DDR gab 1979 zu seinen Ehren eine Sondermarke in der Serie Persönlichkeiten der deutschen Arbeiterbewegung heraus.

## Publikationen
- 50 Jahre Funktionär der deutschen Arbeiterbewegung. Dietz Verlag, Berlin 1949.
- Brüder, in eins nun die Hände. Dietz Verlag, Berlin 1956.
- Ursachen der Niederlage der deutschen Arbeiterbewegung (hrsg. von Heinz Niemann), in: Jahrbuch für Forschungen zur Geschichte der Arbeiterbewegung, Heft I/2003.